# Imus Champion
Imus Champion est un super-vilain créé par Marvel Comics. Il est apparu pour la première fois dans Avengers #109, en 1973.

## Origines
Atteint de gigantisme, Imus Champion développa un corps massif dès son enfance, où il fut ridiculisé par son entourage. Quand les médecins lui annoncèrent que son corps ne supporterait pas son poids, il se lança dans un programme de bodybuilding intensif. Il passa plusieurs diplômes et devint un homme d'affaires, l'un des plus riches au monde. Champion s'installa en Californie, dans une villa perchée sur une falaise, où vivaient des serviteurs masquant leurs visages.
Intéressé par une épave de navire de guerre transportant un gaz militaire, il décida de provoquer un séisme et inonder la Californie, pour pousser l'épave dans les eaux internationales. Il tenta de manipuler Œil de Faucon, mais les Vengeurs le stoppèrent.
En prison, son métabolisme commença à se dégrader. Il apprit l'existence de la Panacée, une formule développé par des scientifiques allemands financés par un groupe terroriste. Il engagea le Faucon Pèlerin pour capturer le cobaye, une femme surnommée le Lynx. Mais les scientifiques tentèrent de se débarrasser du projet en brûlant leur laboratoire. Malgré l'intervention de Wolverine, le mercenaire amena la jeune femme au repaire de Champion. Finalement, Wolverine et la Veuve Noire délivrèrent la femme.

## Pouvoirs
- Imus Champion souffre de gigantisme. Il mesure 2.74 m et pèse près de 390 kg.
- Imus est insensible aux produits narcotiques.
- Malgré son corps musclé, il utilise un exosquelette pour se déplacer. L'appareil lui donne une force surhumaine, assez pour soulever quelques tonnes.
- L'armure est équipée de blasters montés sur les gants et d'un puissant champ de force.
- C'est un génie, qui maîtrise de nombreux sports et arts martiaux. Archer d'exception, il possède aussi des diplômes en économie, psychologie, et est un prestidigitateur habile.
- Son immense fortune lui a permis de se procurer un équipement hi-tech et certains artefacts mystiques, comme le matériel du Sorcier, le Bâton de Set...